# Cem Romengo

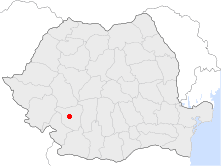
Localizarea oraşului Târgu Jiu pe harta României

Cem Romengo este o denumire simbolică a primului "stat" al minorității rromilor, proclamat în anul 1997 într-un cartier al rromilor din orașul Târgu Jiu, din sud-vestul României. 

## Proclamarea statului
La data de 6 martie 1997, "împăratul rromilor", Iulian Rădulescu, a anunțat că a emis un decret pentru crearea primului stat al minorității rromilor, cu numele simbolic de Cem Romengo, în orașul Târgu Jiu, din sud-vestul României. Iulian Rădulescu se autoproclamase la 9 august 1993 ca "împărat al rromilor de pretutindeni", cu numele de Iulian I.
În opinia sa, "acest stat are o valoare simbolică și nu aduce atingere suveranității și integrității teritoriale a României. Nu va avea armată și nici frontiere". El a solicitat statului român să li se recunoască țiganilor dreptul de proprietate asupra acestui teritoriu. 
Conform recensământului din 2002, populația municipiului era de 104.596 locuitori[3], dintre care 96,79% români (93.546 persoane), 3,01% țigani (2.916 persoane) și 0,20% alte naționalități. Din punct de vedere religios, populația este majoritar ortodoxă (98,31% sau 95.008 credincioși).